# 卫星镇
卫星镇，是中华人民共和国黑龙江省绥化市望奎县下辖的一个乡镇级行政单位。

## 行政区划
卫星镇下辖以下地区：
惠头村、信头村、敏头村、惠二村、水头村、水二村和厢兰头村。